# アマデオ1世 (スペイン王)
アマデオ1世（Amadeo I de España, 1845年5月30日 - 1890年1月18日）は、サヴォイア（サボヤ）朝のスペイン王、及びアオスタ公。イタリア語名アメデーオ1世・ディ・スパーニャ（Amedeo I di Spagna）、あるいはアメデーオ・フェルディナンド・マリーア・ディ・サヴォイア＝アオスタ（Amedeo Ferdinando Maria di Savoia-Aosta）。

## 概要
サヴォイア家の当主であるサルデーニャ王ヴィットーリオ・エマヌエーレ2世と、その最初の妃であるオーストリア大公女マリーア・アデライデ・ダズブルゴ＝ロレーナの次男としてトリノ王宮に生まれる。イタリア王国の成立後に兄ウンベルトが王太子を経て王位を継ぐと、アメデーオはアオスタ公の称号と領地を授けられて分家した（サヴォイア＝アオスタ家）。私生活では父の家臣であるチステルナ公爵家の公女マリーア・ヴィットーリア・ダル・ポッツォ・デッラ・チステルナと結婚、アオスタ公子エマヌエーレ・フィリベルト、トリノ伯ヴェットーリオ・エマヌエーレ、アブルッツォ公ルイージ・アメデーオらを儲けた。
1870年、スペイン王国で女王イサベル2世がフアン・プリム元帥により追放されると、正当性を欲していたプリム将軍の請願によりスペイン王アマデオ1世として迎えられ、マドリードで戴冠した。妹マリーア・ピアもポルトガル王ルイス1世の王妃となってカルロス1世を儲けており、揃ってイベリアの王位に関わりを持つこととなった。しかしアマデオ1世の治世は、前王の失政と失脚で勢いを得ていたイベリア住民の共和主義や地方対立に絶えず苦しめられた。加えて、自らを推挙したプリム元帥が暗殺される悲劇も重なり、兄と同じ王位を得たという栄誉からは程遠い、孤独な立場で宮殿に滞在する日々を送った。
1873年、第三次カルリスタ反乱など一層に泥沼化する権力闘争に疲れ果てたアマデオ1世は、スペイン王位からの退位を王国議会で宣言し、マドリード宮を去った。王党派たちがプリム元帥によってイサベル2世と共に追放されていた元王太子アルフォンソ12世を新たな旗印に共和主義と対峙を続ける中、アマデオ1世は元のアメデーオ・ディ・サヴォイア＝アオスタの名に戻ってアオスタ公としての治世に専念した。
前妻チステルナが亡くなると、ナポレオン1世の末弟ジェローム・ボナパルトの孫娘マリー・レティシア・ボナパルトと再婚したが、彼女の母マリーア・クロティルデはアメデーオの姉であり、従って叔姪婚（叔父と姪の結婚）であった。欧州の貴族界隈でも議論となったが、最終的に教会の判断により許可された。後妻との間にはサレーミ伯ウンベルトを儲けた。
1890年1月18日、アメデーオ・ディ・サヴォイア＝アオスタは43歳の時にトリノ王宮で病没した。爵位と家督は長男エマヌエーレ・フィリベルトが継承した。

## 生涯

### 生い立ち
1845年5月30日、サルデーニャ王ヴィットーリオ・エマヌエーレ2世の次男として、トリノ王宮で出生する。イタリア北西部を領有するサルデーニャ王国のサヴォイア王家の一員であったため、生まれた直後に父から一族の故地に由来するアオスタ公爵の称号を与えられた。
1861年、ヴィットーリオ・エマヌエーレ2世は空位となっていたイタリア王位の復古を宣言し、サヴォイア朝イタリア王国を開いた（リソルジメント）。これにより兄ウンベルトはイタリア王太子の称号を得たが、本家を支えるというアメデーオの立場には一見して大きな変化はなかった。1867年、適齢期の同格の貴族女性が少なかったことなどが尾を引いて、兄とアメデーオの結婚は中々定まらなかった。結局、アメデーオは家臣筋のチステルナ公爵家からマリーア・ヴィットーリア・ダル・ポッツォ・デッラ・チステルナを妻として迎えたが、当初はより高貴な血筋との婚姻を求めていた父の反対に遭ったという。チステルナとの間には跡継ぎを含む3人の子供が生まれた。

### チステルナ公爵家との婚姻
チステルナ公爵家は自由主義的で貴族的な家風を持たなかったが、同時に古くから続く名門貴族の家柄でもあった。そのことは、アメデーオに始まるサヴォイア＝アオスタ家がサヴォイア王家の分流としてだけではなく、モナコ公国のグリマルディ家とも連なる家系であることが示している。また、チステルナ公爵家は男子がいなかったため、私有領地（アパナージュ）などの財産は全てアメデーオが継承することになり、これもサヴォイア＝アオスタ家がサヴォイア家の諸分家の中で抜きんでた存在となる結果をもたらした。
マリーア・ヴィットーリア個人も控えめで誠実な性格で公爵夫人として夫に従っていたが、それでもサヴォイア家内では明らかに冷遇されていた。アメデーオが別の妾を抱えているという噂が流れた時、妻として心と名誉を傷つけられたマリーア・ヴィットーリアは義父ヴィットーリオ・エマヌエーレ2世に抗議の手紙を送ったが、王は「汝には王族の夫に指図する権利はない」と冷淡な返事を書き送っている。
このような不幸な妻の扱いからか、両者の結婚式は多くの不幸に見舞われたとする逸話がしばしば残された。
- 両人の付き添い人が式典の前に拳銃自殺した。
- 式典の開かれた宮殿門番が突然自分の喉をかき切った。
- 花婿の父である国王の友人がパレードで落馬して死んだ。
- 衣装係が首を吊って自殺した。
- 式典の護衛役を務めていた将軍が急病で倒れた。
- どうにか式典を終えた後、新婚旅行に向かう列車で駅長が轢死した。

### スペイン王位

#### 即位

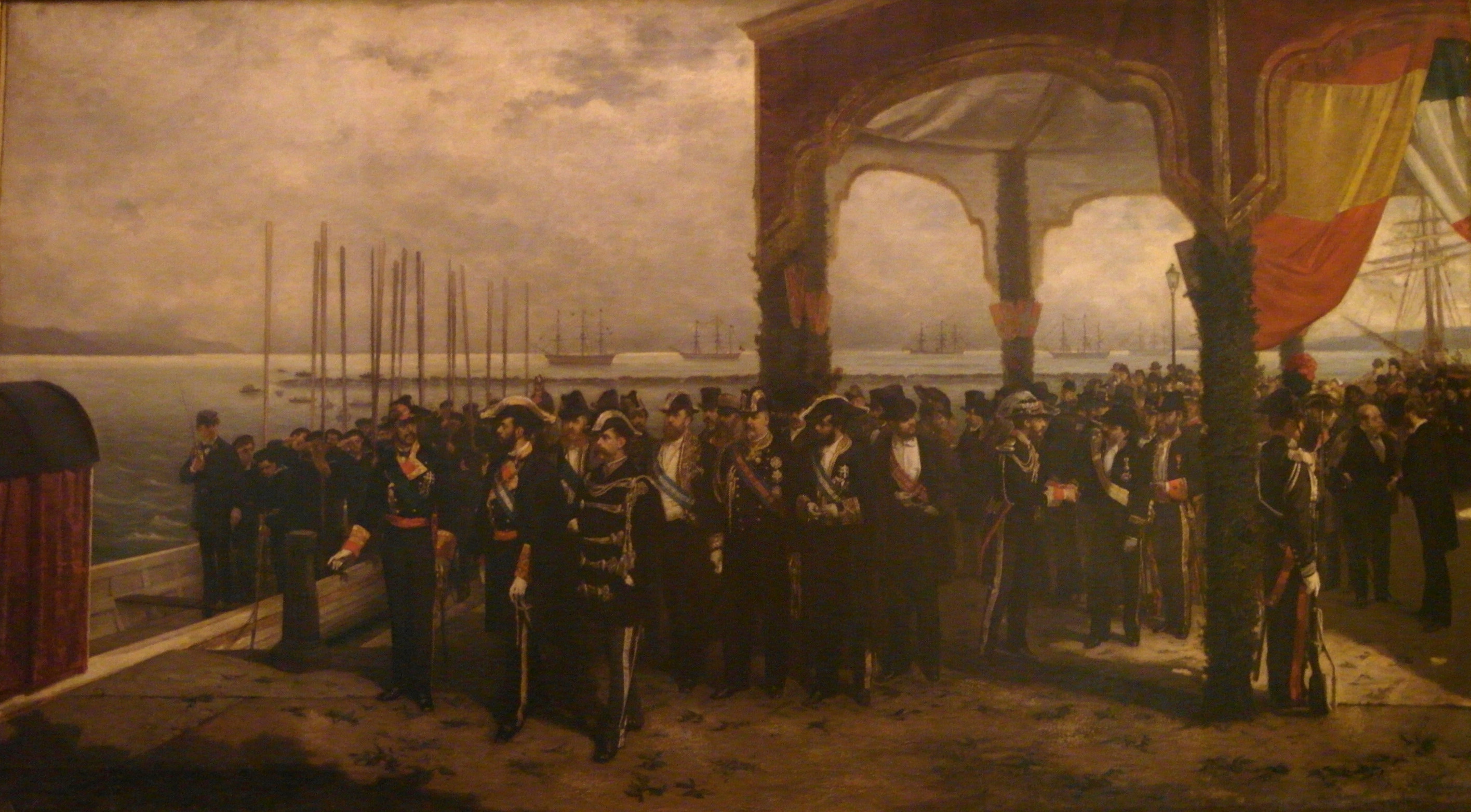
戴冠式の行われるマドリードへ向かうアマデオ1世。停泊しているのはスペイン海軍の装甲艦ヌマンシア。
（ルイス・アルバレス・カタラ画、1872年）

19世紀のスペインは、かつての植民地大国（スペイン帝国）としての立場を失い、急速に衰退の道を辿る時代を迎えていた。統一以来、カスティーリャ人勢力に押さえつけられていたカタルーニャ人・バスク人らの自治や独立を求める動きが高まり、議会内でも絶対君主制と立憲君主制を巡る争いで王位継承戦争（カルリスタ戦争）が発生する。
この戦いを制した立憲君主派は女王イサベル2世を即位させたが、気紛れなイサベル2世はむしろ反動的な統治を行い、メキシコ出兵の参加など失政を繰り返した。従兄妹婚で結ばれた王配フランシスコの同性愛問題も相まって、帝国とスペイン・ブルボン朝（ボルボン家）に対する幻滅が身分を問わず広まっていた。業を煮やした立憲君主派はカルリスタ戦争の英雄で亡命の身であったフアン・プリム将軍を頭目にクーデターを起こし、イサベル2世を退位させた。
陸軍元帥兼帝国議会議長として実権を掌握したプリムは、立憲君主制の再建を進めるべく、ボルボン家以外の王侯家から穏健な君主を迎えることを計画していた。議論の末、近隣国イタリアの王家となっていたサヴォイア家に嘆願が行われ、これに応じてイタリア王ヴィットーリオ・エマヌエーレ2世は次男アメデーオを指名した。アメデーオは父の先妻であるハプスブルク＝ロートリンゲン家出身の母アデライーデを通じてボルボン家とも親族関係にあった。
1870年11月16日、コルテス（議会）は新たな国王を迎える宣言を可決し、アメデーオはアマデオ1世（Amadeo I de España）としてスペイン王に即位した。

#### 重なる苦難

サボヤ朝スペイン王国の紋章

イタリア王太子の身分にあった兄ウンベルトより一足先に王の身分を手に入れ、アマデオ1世は装甲艦ヌマンシアに乗船してスペインに入国した。王都マドリードでプリム元帥ら立憲君主派の歓迎を受け、ボルボン家が用いていたマドリード宮に入城する。山積している諸問題を前に、差し当たってアマデオ1世には議会で立憲君主制の護持を約束することが求められたが、即位から2か月と経たないうちに衝撃的な政変が起きることとなる。

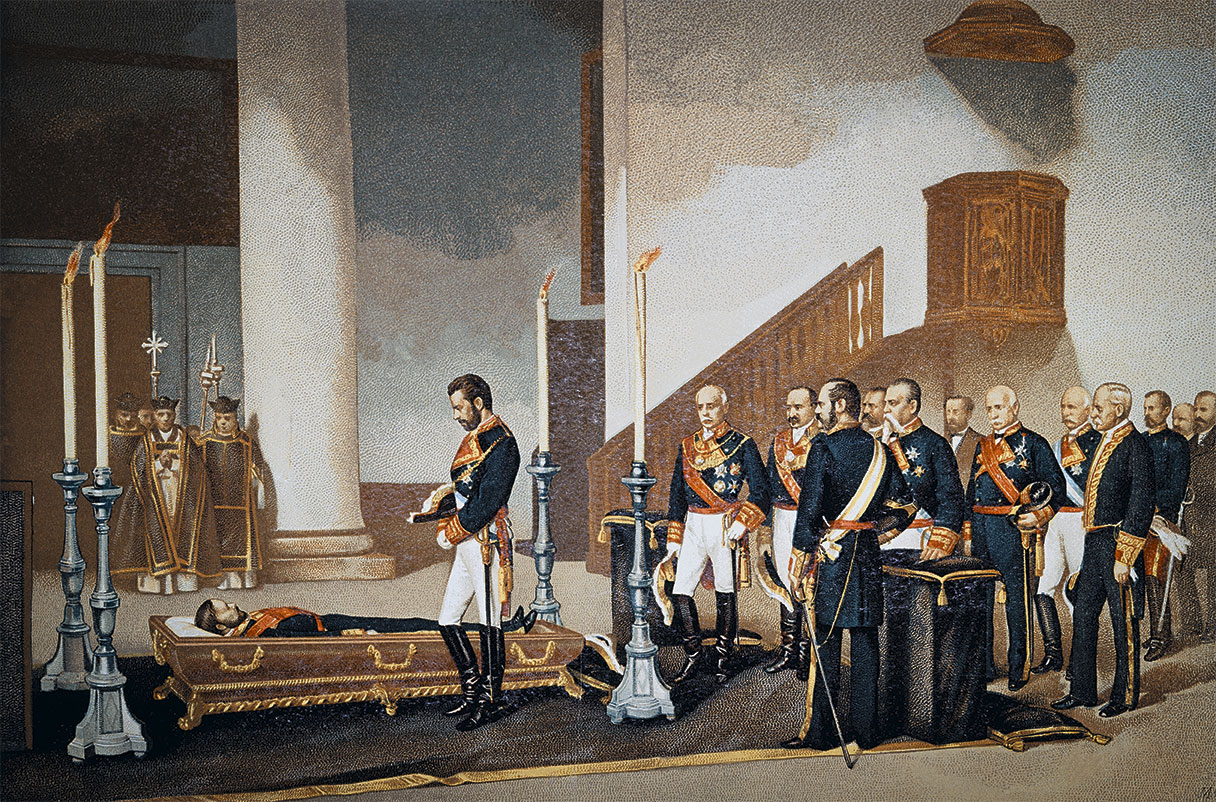
プリム元帥の遺体が納められた棺の前に立つアマデオ1世。
（アントニオ・ヒスベルト画、1875年）

1870年12月28日、プリム元帥は議会内の私室で何者かによって銃撃され、治療も虚しく2日後に没した。最大の後ろ盾であったプリム元帥の急死は、アマデオ1世の立場を一夜にして不安定な状態に追い込んだ。元帥の葬儀が行われた後、アマデオ1世はコルテスで立憲君主制を支持する宣誓を行った。
宮殿内での立場を失ったアマデオ1世に追い討ちをかけるように、キューバ独立問題、絶対君主派（カルリスタ）の再蜂起、共和主義派による暗殺事件など、次々と難題が降りかかった。頼みの綱である立憲君主派も穏健派と強硬派に分かれて争う始末で、第二次カルリスタ戦争もカタルーニャ人・バスク人の自治運動と結びついて泥沼化していった。アマデオ1世は王国軍を動員して反乱の鎮圧に奔走したが、国民がサボヤ家にも幻滅する結果を招いた。
1873年2月11日、もはや収拾がつかなくなった争いに疲れ果てたアマデオ1世は、スペイン王からの退位を宣言した。同日の夜に勢いづいた共和派がスペイン共和国（第一共和政）の樹立を宣言する中、議会に出席したアマデオ1世は「この国は余の手に負えぬ」と述べるに留まった。新たに立憲君主派がイサベル2世の嫡男アルフォンソ12世を、カルリスタ派がカルロス・マリアを立てて共和派を交えた内戦を再開するのを尻目に、アマデオ1世はイタリアに戻った。故国ではアメデーオ・ディ・サヴォイア＝アオスタの名に戻り、父から与えられていたアオスタ公としての責務に専念した。
アマデオ1世は元々スペインという国には好意的ではなく、貴族としても洗練されていなかった。ミゲル・デ・セルバンテスの邸宅を馬車で通り過ぎた際、配下の貴族から「かの有名な小説家の自宅です」と言われると、「そうかね。それほど有名なら謁見の機会があろう」と答えたと言われている。このこともアマデオ1世が国民の人気を欠き、治世を安定させられなかった一因とされている。退位の翌年に第一共和政は打倒され、アルフォンソ12世を君主としてスペイン・ブルボン朝が復古された。

### 余生
アオスタ公復帰後の生活は穏やかなもので、スペイン王時代と異なり大きな騒乱には巻き込まれなかった。しかし公妃マリーア・ヴィットーリアが病没し、ナポレオン・ボナパルトの甥ナポレオン・ジェロームの娘マリー・レティシア・ボナパルトと再婚したことは、貴族界隈で論争となった。
同じくナポレオンの甥で第二帝政を成立させたナポレオン3世の側近として、父ヴィットーリオ・エマヌエーレ2世との同盟交渉を引き受けていたナポレオン・ジェロームは、婚姻外交という形でアメデーオの姉マリーア・クロティルデと結婚していた。よって両者は叔父と姪の間柄であったが、近代ヨーロッパの貴族界隈で叔姪婚は近親婚として禁じられていた。当初はアメデーオも自身の長男エマヌエーレ・フィリベルトの婚約者（いとこ婚は禁じられていなかった）として予定していたが、結果としてマリー・レティシアは寡夫暮らしであったアメデーオと恋仲になってしまった。1888年9月11日、周りの反対を押し切って、親子ほどに年が離れた姪と結婚したアメデーオは、四男ウンベルトを儲け、先妻との息子たちと同じく爵位を与えた。
1890年1月18日、物議を醸した再婚から2年後にアメデーオは病を患い、44歳で急死した。家督は長子エマヌエーレ・フィリベルトが継承し、アオスタ公の称号も引き継がれた。

## 家系

### 一族
- 祖父
  - 父方：カルロ・アルベルト・ディ・サヴォイア（カリニャーノ公、のちサルデーニャ王）
  - 母方：ライナー・ヨーゼフ（オーストリア大公）
- 父：ヴィットーリオ・エマヌエーレ2世（サルデーニャ王、のちイタリア王）
- 母：マリーア・アデライデ・ダズブルゴ＝ロレーナ（オーストリア大公女）
- 兄：ウンベルト（イタリア王）
- 姉：マリーア・クロティルデ（ナポレオン公妃）
- 弟：オッドーネ・エウジェーニオ（英語版）（モンフェッラート公）
- 妹：マリーア・ピア（ポルトガル王妃）

### 子女
チステルナ公爵家の公女マリーア・ヴィットーリア・ダル・ポッツォ・デッラ・チステルナと結婚し、3子を儲けた。
- 長男エマヌエーレ・フィリベルト（1869年 - 1931年） アオスタ公爵
- 次男ヴィットーリオ・エマヌエーレ（1870年 - 1946年） トリノ伯爵
- 三男ルイージ・アメデーオ（1879年 - 1933年） アブルッツィ公爵

またヴェストファーレン王ジェローム・ボナパルトの孫娘で、姉マリーア・クロティルデの娘であるマリー・レティシア・ボナパルトと再婚し、1子を儲けた。
- 四男ウンベルト（1889年 - 1918年） サレーミ伯爵